# Сюзюм (железнодорожная станция, Пензенская область)
Сюзюм — населённый пункт (тип: железнодорожная станция) в Кузнецком районе Пензенской области. Входит в состав Сюзюмского сельсовета.

## География
Населённый пункт расположен в восточной части области на расстоянии примерно в 24 километрах по прямой к северо-западу от районного центра Кузнецка.
Часовой пояс
Населённый пункт Сюзюм как и вся Пензенская область, находится в часовой зоне МСК (московское время). Смещение применяемого времени относительно UTC составляет +3:00.

## Население
| 1930 | 1939 | 1959 | 1979 | 1989 | 1996 | 2002 |
| ---- | ---- | ---- | ---- | ---- | ---- | ---- |
| 241  | ↘210 | ↗271 | ↗298 | ↗320 | ↗438 | ↘358 |
| 2010 |      |      |      |      |      |      |
| ↘321 |      |      |      |      |      |      |

Национальный состав
Согласно результатам переписи 2002 года, в национальной структуре населения русские составляли 65 % из 358 чел..